# Хуліо Альберто Морено
Хуліо Альберто Морено (ісп. Julio Alberto Moreno, нар. 7 жовтня 1958, Карреньйо) — колишній іспанський футболіст, захисник.
Насамперед відомий виступами за «Барселону», а також національну збірну Іспанії.

## Клубна кар'єра
Народився 7 жовтня 1958 року в місті Карреньйо. Вихованець футбольної школи клубу «Атлетіко». Дорослу футбольну кар'єру розпочав 1977 року в основній команді того ж клубу, в якій провів п'ять сезонів, взявши участь у 68 матчах чемпіонату. 
Протягом сезону 1979—1980 років захищав кольори «Рекреатіво», що виступав у Сегунді.
Влітку 1982 року перейшов до «Барселони», за яку відіграв 9 сезонів.  Більшість часу, проведеного у складі «Барселони», був основним гравцем захисту команди. 
Завершив професійну кар'єру футболіста виступами за «Барселону» в 1991 році

## Виступи за збірні
1978 року  залучався до складу молодіжної збірної Іспанії. На молодіжному рівні зіграв у 4 офіційних матчах.
1981 року захищав кольори другої збірної Іспанії. У складі цієї команди провів 4 матчі.
1982 року залучався до складу олімпійської збірної Іспанії, за яку провів одну офіційну гру.
29 лютого 1984 року дебютував в офіційних матчах у складі національної збірної Іспанії в товариській грі зі збірною Люксембургу, яка завершилася перемогою піренейців з рахунком 1-0. 
У складі збірної був учасником чемпіонату Європи 1984 року у Франції, де разом з командою здобув «срібло», а також чемпіонату світу 1986 року у Мексиці. 
Протягом кар'єри у національній команді, яка тривала 5 років, провів у формі головної команди країни 34 матчі.

## Титули і досягнення
- Чемпіон Іспанії (2):

«Барселона»:  1984–85, 1990–91
- Володар Кубка Іспанії (3):

«Барселона»: 1982–83, 1987–88, 1989–90
- Володар Кубка іспанської ліги з футболу (2):

«Барселона»:  1983, 1986
- Володар Суперкубка Іспанії з футболу (1):

«Барселона»:  1983
- Володар Кубка УЄФА (1):

«Барселона»:  1988–89
- Віце-чемпіон Європи: 1984